# Силурийская гипотеза
Силурийская (силурианская) гипотеза — мысленный эксперимент, в котором оценивается способность современной науки обнаруживать свидетельства существовавшей ранее высокоразвитой цивилизации, на временных отрезках в несколько миллионов лет назад. Наиболее вероятными свидетельствами существования такой цивилизации могут быть устойчивые изотопные аномалии углерода, кислорода, водорода и азота, трансурановые элементы или колебания температуры. Название «силурийская» происходит не от наименования геологического периода, а из сюжета научно-фантастического сериала BBC «Доктор Кто», в котором разумный вид силурианцев основал развитую цивилизацию, предшествовавшую человечеству.

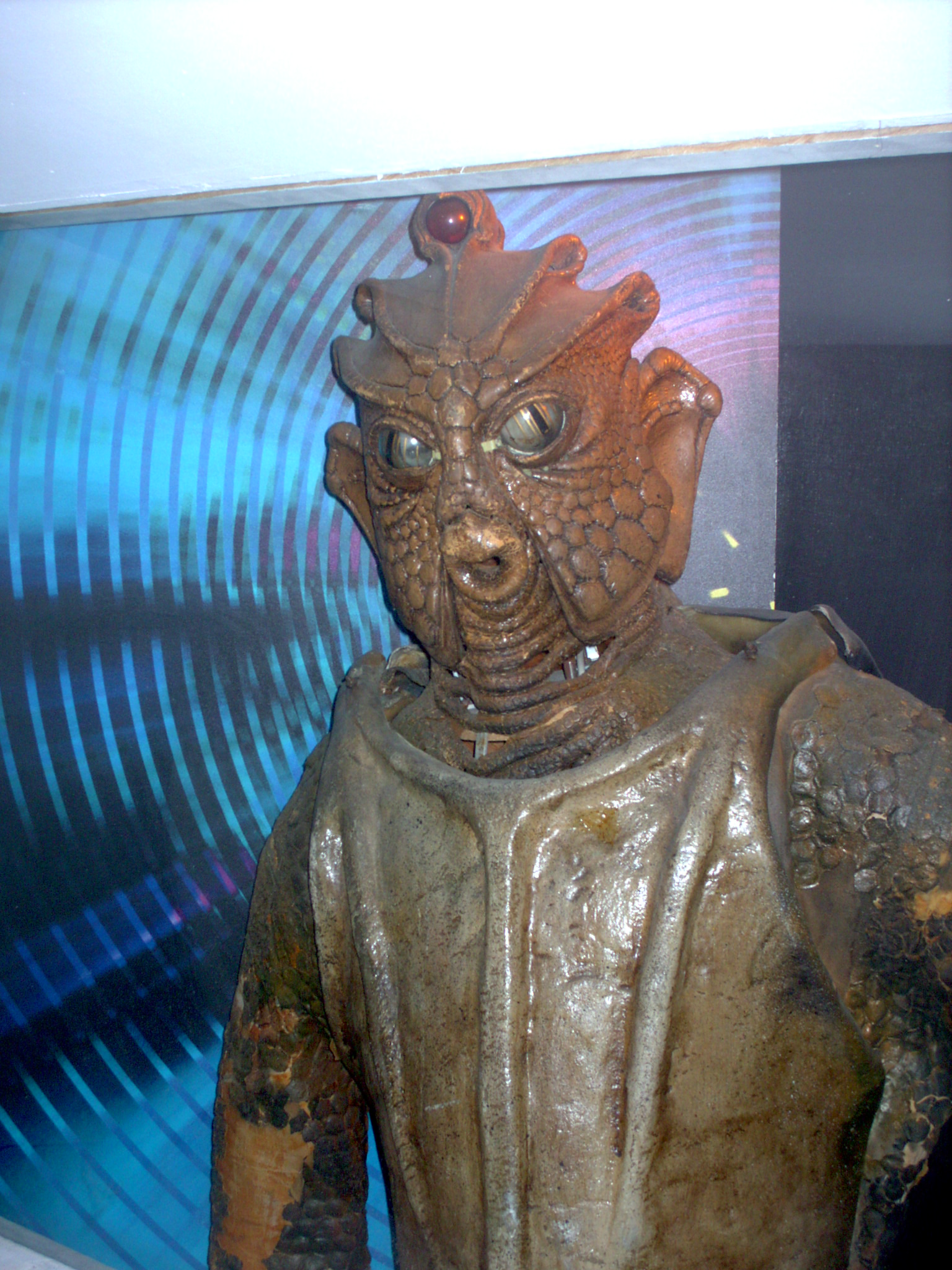
Силурианец из сериала «Доктор Кто»

Астрофизик Адам Франк и климатолог Гэвин Шмидт предложили «силурийскую гипотезу» в статье 2018 года, исследуя возможность обнаружения в геологических летописях развитой цивилизации, существовавшей раньше людей. Они утверждали, что с каменноугольного периода (около 350 миллионов лет назад) ископаемого углерода было достаточно, чтобы питать индустриальную цивилизацию. Однако нахождение прямых доказательств, таких как технологические артефакты, маловероятно из-за редкости окаменелостей. Вместо этого исследователи могут найти косвенные доказательства, такие как изменения климата, аномалии в отложениях или следы ядерных отходов. Гипотеза также предполагает, что артефакты прошлых цивилизаций можно найти на Луне и Марсе, где эрозия и тектоническая активность с меньшей вероятностью могут их уничтожить.
Авторы гипотезы уточняли в своей работе: «Хотя мы сильно сомневаемся в том, что какая-либо предыдущая индустриальная цивилизация существовала до нашей, постановка задачи формальным образом, который четко формулирует, как могли бы выглядеть доказательства существования такой цивилизации, поднимает свои собственные полезные вопросы, связанные как с астробиологией, так и с исследованиями антропоцена».